# Euphorbia helioscopia
Euphorbia helioscopia é uma espécie de planta com flor pertencente à família Euphorbiaceae. 
A autoridade científica da espécie é L., tendo sido publicada em Species Plantarum 1: 459. 1753.
Os seus nomes comuns são erva-leiteira, erva-maleita, erva-maleiteira, erva-olha-o-sol, leitarega, leitariga, leiteira, maleiteira ou titímalo-dos-vales.

## Portugal
Trata-se de uma espécie presente no território português; em Portugal Continental, no Arquipélago dos Açores e no Arquipélago da Madeira.
Não se encontra protegida por legislação portuguesa ou da Comunidade Europeia.[carece de fontes?]